# Anton Stepanovitj Arenskij
Anton Stepanovitj Arenskij (12. juni 1861 – 25. februar 1906) var en russisk komponist, konservatorielærer og kordirigent. 

## Levned
Arenskij voksede op i en velhavende og musikinteresseret familie. Han var lidt af et musikalsk vidunderbarn, som allerede som 9-årig komponerede sange og små klaverstykker.I 1879 flyttede familien fra Novgorod til Sankt Petersborg, hvor Arenskij kom på konservatoriet. Her fik han Nikolaj Rimskij-Korsakov som lærer i komposition. I 1882 afsluttede han studierne med udmærkelse og allerede året efter fik han en stilling som lærer i komposition ved konservatoriet i Moskva, hvor han i 1889 blev udnævnt til professor. I denne funktion havde Arenskij mange elever, som senere blev kendte komponister, heriblandt Sergej Rachmaninov og Aleksandr Skrjabin. I 1895 opgav han sin professorstilling og blev i stedet kordirigent ved det kejserlige kapel i Sankt Petersborg. Denne stilling havde Arenskij indtil 1901, hvorefter han levede som frit skabende kunstner. Hans sidste år var præget af sygdom. Han døde på et tuberkulosesanatorium i det dengang under Rusland hørende storfyrstendømme Finland.

## Stil
Arenskij udviklede aldrig en egentlig personlig stil. Til at begynde med var han i sine værker meget præget af sin lærer, Rimskij-Korsakov og senere af vennen og kollegaen Tjajkovskij. Desuden kan man i hans produktion høre påvirkning fra Frederic Chopin og fra Robert Schumann. Også fransk indflydelse gør sig gældende. Selv om Arenskij i nogen grad benytter sig af melodier fra russisk folkemusik, lyder hans musik i sammenligning med de samtidige russiske komponister, Aleksandr Glasunov og Vasilij Kalinnikov, ikke særlig russisk. Generelt undgik Arenskij i sin musik dramatik og stærke konflikter og holdt sig mere til de lyriske elementer. Ofte nærmer han sig – især i sine klaverværker – stærkt til salonmusikken. Han blev også af og til beskyldt for eklekticisme. Alt dette foranledigede Rimskij-Korsakov til udtale den dom, at Arenskij snart ville være glemt. Mange af Arenskijs værker har imidlertid kvaliteter, som gør, at en nærmere beskæftigelse med dem betaler sig. Især hans kammermusik har da også fået en vis renæssance i vor tid.

## Værker
- Operaer
  - Drømmen på Volga, opus 16, (1888)
  - Rafael, opus 37, (1894)
  - Nal og Damajanti, opus 47, (1903)

- Orkesterværker
  - Symfoni nr. 1 h-mol, opus 4, (1883)
  - Symfoni nr. 2 A-dur, 0pus 22, (1889)
  - Suite nr. 1 g-mol, opus 7, (1885)
  - Suite nr. 2, opus 23, Silhuetter, (1892)
  - Suite nr. 3, C-dur, opus 33, Variationer, (1894)
  - Klaverkoncert f-mol, opus 2, (1882)
  - Violinkoncert a-mol, opus 54, (1901)

- Kammermusik
  - Strygekvartet nr. 1 G-dur, opus 11, (1888)
  - Strygekvartet nr. 2 a-mol, opus 35, (1894). For violin, bratsch og to celli. Heri den meget spillede andensats, Variationer over et tema af Tjaikovskij, som også findes i en orkesterversion.
  - Klavertrio nr. 1 d-mol, opus 32, (1894)
  - Klavertrio nr. 2 f-mol, opus 73, (1905)
  - Klaverkvintet D-dur, opus 51, (1900)

- Klavermusik
  - Fem suiter for klaver
  - Mindre stykker